# Adrián Barrientos Villalobos
Adrián Barrientos Villalobos (Osorno, 22 de junio de 1909-Santiago, 21 de julio de 1990) fue un militar y político chileno, que se desempeñó como ministro de Estado de su país, durante el segundo gobierno del presidente Carlos Ibáñez del Campo entre 1957 y 1958.

## Familia y estudios
Nació en la comuna chilena de Osorno el 22 de junio de 1909, hijo de Rosauro Barrientos y Domitila Villalobos. Su hermano Quintín, de profesión profesor, fue militante del Partido Radical (PR) y se desempeñó como diputado por la 23ª Agrupación Departamental (Osorno y Río Negro), durante tres periodos legislativos consecutivos desde 1941 hasta 1953. Realizó sus estudios primarios y secundarios en el Liceo de Osorno.
Se casó en Chile el 29 de junio de 1934, con María Ester Laborie López, teniendo descendencia.

## Carrera militar
El 25 de febrero de 1924 ingresó a la Escuela Militar del Libertador Bernardo O'Higgins, egresando en 1926 como subteniente de artillería.
Fue ascendido a teniente el 30 de diciembre de 1929, siendo destinado como comandante en jefe de la Escuela de Artillería del Regimiento de Artillería de Tacna. Luego, efectuó el curso de teniente, quedando como oficial de planta de ese establecimiento.
En 1931, fue destinado al Grupo de Artillería a Caballo n° 2 "Maturana" y comandado a la Escuela de Caballería. Tras la finalización de ese curso, retornó a la anterior destinación. En 1934, fue destinado nuevamente a la Escuela de Artillería y el 24 de abril del año siguiente, fue ascendido al grado de capitán. En dicha escuela, a partir del 30 de marzo de 1935, sirvió como profesor de mediación y observación.
En 1936, se desempeñó como ayudante de la Dirección de los Servicios del Ejército y en 1937, pasó pasó una vez más al Grupo "Maturana". Seguidamente, en 1939 fue destinado al cuartel general de la II División Motorizada. El 30 de diciembre de 1940, con el ascenso a mayor ingresó a la Academia de Guerra, egresando en 1942 como oficial de Estado Mayor.
Entre 1943 y 1944 ocupó el cargo de comandante de grupo en el Regimiento de Artillería de Tacna. Paralelamente, desde el 12 de mayo de 1943 ejerció funciones como profesor auxiliar de geografía militar en el curso de informaciones para jefes y profesor de la cátedra de geografía militar en la Academia de Guerra desde mayo de 1946.
De la misma manera, desde el 26 de marzo de 1945 sirvió como comandante del curso militar y profesor de táctica general en la Escuela Militar.
El 8 de diciembre de 1946, se le ascendió a teniente coronel y fue destinado al Estado Mayor del Ejército. A continuación, en 1947 asumió como segundo comandante del Regimiento de Artillería n° 2 de Arica. En 1948, fue nombrado como jefe de Sección en la Inspección de Artillería y Unidades Blindadas. Un año después, fue nombrado como comandante del Grupo de Artillería a Caballo n° 2 "Maturana". Permaneció en esa destinación hasta 1951, fecha en que fue nombrado ayudante del comandante en jefe del Ejército, Rafael Fernández Reyes.
Con ocasión del segundo gobierno del presidente de la República Carlos Ibáñez del Campo, fue ascendido a coronel el 27 de noviembre de 1952 y el 9 de febrero de 1953 se le designó como agregado militar de Chile en Bolivia.  Regresó al país el 18 de marzo de 1955, y el 11 de agosto de ese año, fue ascendido a general de brigada.
A principios de 1957, fue designado por Ibáñez del Campo como delegado militar en la Empresa de los Ferrocarriles del Estado (EFE), y el 23 de abril del mismo año, nombrado como titular del Ministerio de Defensa Nacional, responsabilidad que ostentó hasta el 28 de octubre del mismo año. Entre los días 14 y 20 de agosto de ese año, además, asumió a la cabeza del Ministerio del Interior, en calidad de subrogante. Asimismo, entre el 11 de octubre de 1957 y el 11 de octubre de 1958, le fue encargada la subrogación de la cartera de Justicia. El 5 de noviembre de 1957, se acogió a retiro del Ejército.
Falleció en Santiago de Chile el 21 de julio de 1990, a los 81 años.

### Historial militar
Su historial de ascensos en el Ejército de Chile fue el siguiente:
- 1924: Cadete de la Escuela Militar
- 1926: Subteniente
- 1929: Teniente
- 1935: Capitán
- 1940: Mayor
- 1946: Teniente coronel
- 1952: Coronel
- 1955: General de brigada